# Лоран Бельгийский
Принц Лоран Бельгийский (фр. Laurent Benoît Baudouin Marie de Belgique, нидерл. Laurens Benedikt Boudewijn Maria van België; род. 19 октября 1963 года) — сын короля Бельгии Альберта II и королевы Паолы.

## Биография
Родился в семье принца Альберта и принцессы Паолы. У него есть старший брат, король Филипп (род. 1960) и старшая сестра, принцесса Астрид Бельгийская (род. 1962).
Среднее образование получил в двух учебных заведениях, частично в Колледже Пия X в Антверпене, на нидерландском языке, а частично в Королевской школе в Лакене (Брюссель) на французском языке. После получения среднего образования поступил в Королевскую военную академию, где он получил военное образование. По завершении академии, он поступил на службу в бельгийский флот, как и его отец до него. Он начал военно-морскую службу как стажер на фрегате.
В сентябре 1985 года присвоено звание младшего лейтенанта, 1985 года принял присягу в качестве офицера. Принц Лоран решил стать водолазом и пилотом вертолёта.
20 июля 1989 года, принц Альберт, принц Льежский, который был в то время контр-адмиралом, во время морского парада в Брюгге, вручил сыну знак водолаза. В сентябре 1989 года произведён в лейтенанты. Через несколько месяцев, после завершения своего обучения в качестве пилота, его дядя, покойный король Бодуэн, вручил ему знак пилота вертолёта. 15 ноября 1994 года произведён в капитаны 3 ранга.
По окончании военного училища, отправился в США для прохождения практики на частных предприятиях различных отраслей, таких как фармацевтика, аэрокосмическая промышленность. Стажировался в Международном валютном фонде, во Всемирном банке и в Организации Объединенных Наций.
Вернувшись в Бельгию, он провёл несколько месяцев в качестве стажёра в Европейской комиссии.
В 1994 году стал президентом института, который стремится содействовать сохранению природы и развитие экологически чистых технологий с учётом экономических и социальных факторов. Этот институт, известный как «Королевский институт устойчивого управления природными ресурсами и содействию развитию экологически чистых технологий» (IRGT). IRTGT прекратила свою деятельность в 2009 году.
Принц Лоран является председателем фонда, названного в честь него, борющегося за благополучие домашних и диких животных. Этот фонд был основан в 1995 году целью улучшения отношений между людьми и животными.
На европейском уровне, он является председателем Европейской исследовательской группы альтернативной проверки токсичности (ERGATT).
В соответствии с Конституцией, принц Лоран сенатор, и принял конституционную присягу 31 мая 2000 года.
26 июня 2004 года Принц Лоран был произведен в капитаны Бельгийского флота.
Принц также почётный президент Бельгийского национального оркестра.
Является 14-м в очереди на занятие бельгийского престола.
С именем Лорана связан скандал: бельгийские СМИ сообщали, что на обустройство виллы принца из бюджета ВМС Бельгии было потрачено около 400 тысяч евро.

## Семья
Свадьба принца Лорана и Клэр Кумбс состоялось в Брюсселе 12 апреля 2003 года. В этот день королевским указом от 1 апреля 2003 года Клэр Кумбс получила титул принцессы Бельгии.
У супругов есть дочь, принцесса Луиза (родилась в 2004 году), и двое сыновей-близнецов, Николай и Эймерик (родились в 2005 году).